# Yulumara tricuspis
Yulumara tricuspis is een vlokreeftensoort uit de familie van de Colomastigidae. De wetenschappelijke naam van de soort is voor het eerst geldig gepubliceerd in 1988 door Moore.